# خمیس عید
خمیس عید (انگلیسی: Khamis Eid؛ زادهٔ ۲۰ اکتبر ۱۹۶۶) بازیکن فوتبال اهل بحرین بود.
از باشگاه‌هایی که در آن بازی کرده‌است می‌توان به اشاره کرد.
وی همچنین در تیم ملی فوتبال بحرین بازی کرده‌است.